# Plumigorgia
Genre
Plumigorgia est un genre de coraux alcyonaires (ou « gorgones ») de la famille des Ifalukellidae, aux branches fines et flexibles évoquant des plumes. 

## Description
Ces gorgones sont fines et flexibles, et ressemblent superficiellement à des hydraires Plumulariidae. Les colonies sont arborescentes, avec une tige principale bien calcifiée mais flexible, constituée de lamelles concentriques légèrement ondulées, avec une zone d'attache au substrat discrète. Suivant les espèces, les ramifications peuvent suivre un même plan (en forme de plumes) ou buissonner. Les sclérites sont minuscules et de formes variables. Les polypes sont également minuscules, et peuvent se rétracter complètement (ou presque suivant les espèces) dans les branches. 

## Liste des espèces
Selon World Register of Marine Species (10 juin 2019) :
- Plumigorgia astroplethes Alderslade, 1986 (colonies buissonnantes, à polypes non bisériés)
- Plumigorgia hydroides Nutting, 1910 (colonies planaires, à polypes bisériés)
- Plumigorgia schuboti Alderslade, 1986 (colonies planaires, à polypes non bisériés)
- Plumigorgia terminosclera Alderslade, 1986 (colonies planaires, à polypes non bisériés, et sclérites concentrés terminalement)
- Plumigorgia wellsi Bayer, 1955 (colonies planaires, à polypes non bisériés, et sclérites répartis uniformément)